# F-19

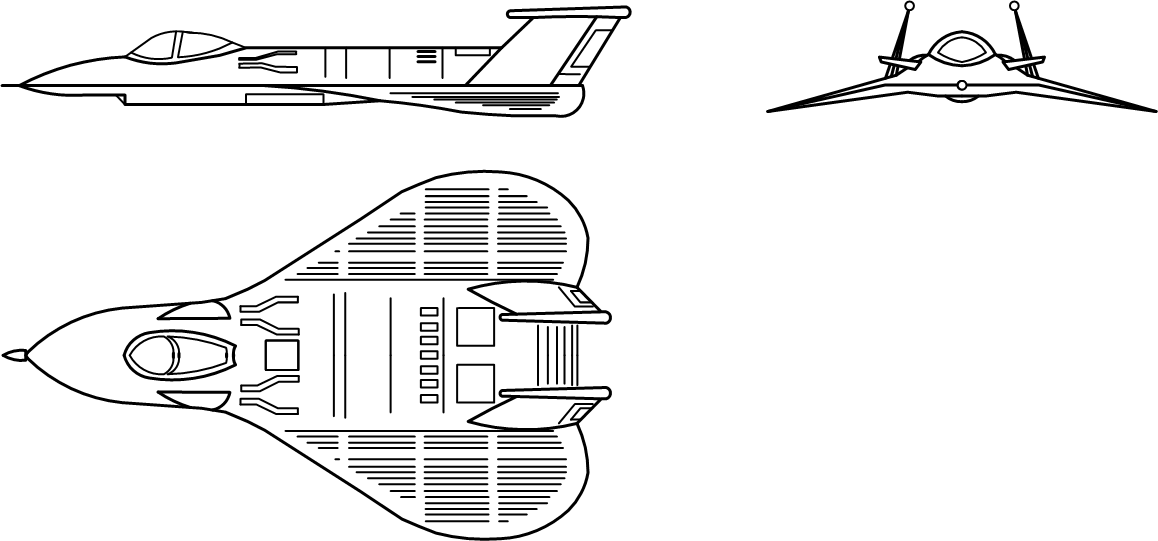
Avión estadounidense F-19

F-19 es el nombre de un supuesto avión de combate estadounidense invisible al radar, ya que nunca fue oficialmente reconocida su existencia ni hay pruebas de ella. La supuesta existencia del F-19 ha sido el origen de muchas especulaciones acerca de si el avión existió realmente o si solo fue una maniobra de distracción acerca de la existencia del F-117.

## Historia
Desde que en 1962 el Departamento de Defensa recurrió a la unificación de sistema de numeración, los aviones de combate americanos han seguido un sistema de numeración consecutivo. La numeración comenzó en los cazas con el F-1 Fury. El número F-13 se dejó libre debido a la superstición sobre dicho número, aunque había existido un avión así denominado, en concreto una variante de reconocimiento del B-29. Después del F/A-18 Hornet el siguiente modelo de caza fue el F-20 Tigershark. Aunque la USAF propuso F-19 para el siguiente modelo, Northrop solicitó que se designara "F-20" (lo cual fue finalmente aprobado en 1982).[cita requerida] La verdad en este salto de numeración que Northrop presionó para evitar un número impar, dado que era el empleado por la URSS para denominar a los cazas Mig. Por lo tanto el Pentágono acabó cediendo y dando la denominación "F-20" al proyecto de Northrop, aunque tanto antes como después Northrop emplearía números impares: F-17 y F-23.
Durante los años 1980, se pensaba que el "F-19" era la denominación oficial de lo que luego sería revelado como el avión stealth cuya existencia era un secreto a voces en la industria aeronáutica de Estados Unidos. Curiosamente, a pesar de tratarse de un avión de ataque, su denominación oficial fue F-117, empleando la convención creada para los Mig operados por la USAF.
Intencionadamente o no, eran frecuentes los rumores acerca de que el avión denominado F-19 existía y era en realidad un proyecto de alto secreto (los denominados Black en la jerga americana) diferente al F-117, lo que suponía que no fuera revelado al público. Se cree que parte de esta historia responde a una operación deliberada de desinformación por parte de Estados Unidos para confundir a la KGB e intentar distraer su atención de los verdaderos proyectos Stealth, haciendo más difícil de interpretar la información que pudiera llegarles.
Algunos defienden que el avión realmente existió y que responde a un concurso secreto convocado por la DARPA para un avión interceptor invisible al radar que hiciera frente a los bombarderos Tupolev Tu-160 y a su posible escolta de cazas Su-27. Sin embargo este programa existió realmente, fue el Advanced Tactical Fighter que acabó en el caza F-22, no en el F-19. Según estas fuentes el F-19 habría sido el ganador del concurso y varios prototipos se habrían construido y evaluado en Groom Lake siendo el programa finalmente abandonado por el final de la Guerra Fría. Según esta teoría podría tratarse de un avión diseñado tanto por Lockheed como por Northrop, aunque la realidad indica que el F-19 nunca existió.
Existe una discusión similar acerca de la existencia del caza F-24. En este caso la discusión gira alrededor del ATF (Advanced Tactical Fighter), el prototipo X-32 y el programa F/A-XX.

## Menciones en libros y películas
- En 1986, la empresa Testor Corporation sacó al mercado la maqueta del avión denominado "F-19 Stealth Fighter".[1][15][16] Ha sido la maqueta de avión más vendida en toda la historia.[17][18]

- Al igual que Testor Corporation, Monogram models también sacó al mercado una maqueta llamada F-19A Specter basada en un diseño realizado por la empresa aeroespacial Loral Inc.[19]
- En la novela Red Storm Rising, Tom Clancy incluía un avión denominado "F-19A Ghostrider" (llamado "Frisbee" por sus tripulaciones) empleado como arma secreta contra un ataque soviético contra Europa Occidental.[1] las prestaciones descritas eran superiores a las reales del F-117, siendo más un cazabombardero que un mero avión de ataque, y pudiendo llevar misiles aire-aire y armas de ataque al suelo como las bombas BLU-107 Durandal. Las alas del avión eran circulares en lugar de angulosas como en el F-117 real[cita requerida]
- Un F-19 era una de las formas adoptadas por Decepticon Whisper en los cómic de Marvel y las series de dibujos animados Transformers: Generation 1.[20][21]
- Jane's Information Group published an incorrect entry on the F-19 in their aviation reference, Jane's All the World's Aircraft 1986–1987. In addition to the fictitious artwork, the 1987–1988 and 1988–89 editions lists the aircraft as the "Lockheed 'RF-19'" and "'XST'".[22]
- In 1988, an F-19 was released in the G.I. Joe toy line, called the X-19 Phantom.  Included was a pilot codenamed Ghostrider.  The G.I. Joe: A Real American Hero toy the "Phantom X-19" was loosely based on the Testor model.[23]
- En 1990 apareció el videojuego Air Diver que mostraba un avión "F-119D Stealth Fighter" muy parecido al modelo F-19 de Monogram.[24]

- Tambien apareció como "F-19 Stealth Fighter" en un simulador de vuelo de combate desarrollado y lanzado en 1988 y 1990 por MicroProse, actualmente disponible en steam.